# Földváry Elek
Bernátfalvai és földvári Földváry Elek (Pest, 1863 körül – Korfu, 1892. február 21.) orvos.

## Élete
Apja Földváry Endre volt. Magyar királyi állami rendőrorvos, Pest megyei tiszteletbeli főorvos, tartalékos császári és királyi tüzér-főorvos és a budapesti egyetemen a törvényszéki orvostannak második tanársegéde volt.

## Munkája
- Törvényszéki orvosszakértői eljárás. Bpest, 1889. (2. kiadás. Bpest, 1891.)